# Julio Adolfo Rey Prendes
Julio Adolfo Rey Prendes (* 5. Oktober 1932 in Santa Ana; † 27. September 2010 in San Salvador) war ein salvadorianischer Politiker.

## Leben
Der auch als Fito bekannte Rey Prendes war Sohn des spanischen Schauspielers und Falange Española-Mitglieds Julio Rey de las Heras, der in dem auf einem Drehbuch von Francisco Franco basierenden Film Raza mitspielte.
Nachdem er sein Studium der Politikwissenschaften an der Tulane University in New Orleans mit Licenciatura und Maestría abgeschlossen hatte, beendete Rey Prendes auch ein juristisches und sozialwissenschaftliches Studium an der Universidad de El Salvador erfolgreich. Im Rahmen seiner politischen Karriere war er Abgeordneter der Asamblea Nacional Constituyente, der verfassungsgebenden Nationalversammlung, hatte dort die Funktion des Vizepräsidenten inne und übte zudem das Amt des Alcalde von San Salvador aus.
Rey Prendes, Mitbegründer der Partido Demócrata Cristiano (PDF), war von Oktober bis November 1984 Präsidentschaftsminister unter dem damaligen Präsidenten José Napoleón Duarte, als dessen rechte Hand er galt. Später übernahm er den Geschäftsbereich Kultur und Kommunikation. Ab Juni 1989 gehörte er einer Verhandlungen mit der Guerilla dienenden Regierungskommission an. Später war er nach dem unterzeichneten Abkommen zwischen Regierung und der Frente Farabundo Martí para la Liberación Nacional (FMLN) im Jahr 1992 auch Mitglied der Comisión Nacional para la Consolidación de la Paz (COPAZ), einer Nationalen Kommission zur Friedensstabilisierung. Er gehörte überdies im Juni 1993 einer Kommission an, die die Vernichtung der Waffen der FMLN beaufsichtigte. Am 27. September 2010 verstarb er infolge eines Krebsleidens.
Rey Prendes, der im Alter von 73 Jahren seine Memoiren verfasste, war mit Rhina Escalante de Rey Prendes verheiratet und sowohl Vater als auch Großvater.